# Carl von Horn (ryttare)
Carl Henning von Horn, född den 13 april 1876 i Sorunda församling, Stockholms län, död den 13 februari 1944 i Göteborg, var en svensk militär och ryttare.
von Horn blev underlöjtnant vid Livgardet till häst 1897 och löjtnant där 1901. Han genomgick ridskolan på Strömsholm 1898–1899 och Militär-Reit-Institut i Hannover 1903–1905. von Horn studerade stuteriväsendet i Österrike-Ungern 1900, i Tyskland 1905 och i Frankrike 1906. Han blev adjutant hos hertigen av Västergötland 1907 och var kommenderad  som lärare vid Strömsholm 1908–1911. von Horn var chef för livskvadronen vid Livgardet till häst 1912–1920 och befordrades till ryttmästare 1913. Han var suppleant i remonteringsstyrelsen 1919-1921 och ledamot där från 1922 till dess att den 1928 ersattes av remonteringsnämnden.
von Horn publicerade utöver Tankar uti statsstuterifrågan (1922) hippologiska uppsatser i dagspressen och Tidning för Idrott samt Hästen. Han segrade med hästen Manxmare i distansritten i Skåne 1898, vann statens stora pris för halvblodshästar (steeplechase) i Malmö 1899 ch flera priser i ryttartävlingar i Tyskland, Belgien och Nederländerna 1903–1905. von Horn segrade i flera prisridningar i Sverige och vann guldmedalj vid Baltiska spelens fälttävlan i Malmö 1914. Han blev riddare av Svärdsorden 1918.
Carl von Horn var son till kammarherre Henning von Horn och friherrinnan Florence Bonde samt bror till Hans och Brita von Horn. Hans morfar var friherren och överstekammarjunkaren Knut Filip Bonde. Carl von Horn gifte sig 1900 med Märtha Stjernswärd (1876-1946), dotter till ryttmästaren Carl Gustaf Stjernswärd och friherinnan Clara von Nolcken. Efter skilsmässa 1939 gifte han samma år om sig med Isabella d'Orchimont, dotter till konsul Charles Emil d'Orchimont och Sigrid Westman. I första äktenskapet fick Carl von Horn sönerna Carl och Jan von Horn. Han vilar tillsammans med första hustrun på Sorunda kyrkogård.